# Rue du retrait (film)
Pour plus de détails, voir Fiche technique et Distribution.
Rue du retrait est un film français réalisé par René Féret, sorti en 2001.

## Synopsis
Isabelle (Marion Held), une excellente publicitaire de 45 ans, ravissante, fait la connaissance de Mado (Dominique Marcas), une dame âgée de 90 ans.
Mado, vit dans un logement insalubre et Isabelle lui rend visite pour tailler le bout de gras, discuter de tout et de rien, elles refont le monde.
La relation qu'elles entretiennent va impressionner Isabelle.  

## Fiche technique
- Titre français : Rue du retrait
- Réalisation : René Féret
- Scénario : René Féret d'après The Diary of a Good Neighbour de Doris Lessing
- Photographie : François Lartigue
- Musique : Benjamin Raffaelli
- Pays d'origine :  France
- Date de sortie : 2001

## Distribution
- Dominique Marcas : Mado Bidois
- Marion Held : Isabelle
- Julien Féret : Fred
- Sacha Rolland : Sophie
- René Féret : Paul

## Accueil
Le film a connu joli succès au Japon où il a réuni 35 000 spectateurs et est resté 11 semaines à l'affiche.